# クルブ・オリンピア
クルブ・オリンピア（スペイン語: Club Olimpia）は、パラグアイの首都アスンシオンに拠点を置くスポーツクラブである。都市名を付けてオリンピア・アスンシオンと呼ばれることも多い。様々な競技チームを所有するが、もっとも重要な競技チームはサッカーチームとバスケットボールチームである。特にサッカーチームがよく知られているため、この項ではサッカーチームを中心に記述する。
1902年7月25日、オランダ人体育教師のウィレム・パーツらによって、パラグアイ初のサッカークラブとして創設。プリメーラ・ディビシオンでは45回優勝しており、ライバルのセロ・ポルテーニョ（32回）を大きく引き離してパラグアイ最多である。1978年シーズンから1983年シーズンまでのリーグ6連覇は最多連覇記録である。南米サッカー連盟（CONMEBOL）の公式大会での優勝経験があるパラグアイ唯一のクラブである。コパ・リベルタドーレスでは3回、インターコンチネンタルカップでは1回優勝しており、国際大会では計8個のタイトルを獲得している。1979年には国内リーグ、コパ・リベルタドーレス、コパ・インテラメリカーナ、インターコンチネンタルカップのすべてで優勝する4冠を達成した。国際サッカー歴史統計連盟（IFFHS）は「大陸別20世紀のクラブランキング」でオリンピアを南米第5位に選出しており、国際サッカー連盟（FIFA）はオリンピアを「クラシッククラブ」の1つに選出している。

## 歴史

### クラブ創設とアマチュア時代 (1902-1934)
オリンピアはパラグアイ最古のサッカークラブである。1902年7月25日、オランダ人体育教師のウィレム・パーツとその教え子のパラグアイ人たち によって創設された。ダウンタウンのアサーラ通りとインデペンデンシア・ナシオナル通り角にあるフアン・ロディの家で設立文が書かれ、クラブの名称として「パラグアイ」、「エスパルタ」、「オリンピア」の3つの案が提案されると、パーツによってクルブ・オリンピアが正式な名称に決定した。この名称は古代オリンピック発祥の地であるギリシャのオリンピアに由来している。パーツは南米各国にスポーツの習慣をもたらした人物のひとりであることから「パラグアイサッカーの父」と呼ばれている。創設当初は胸部分だけ白色（Olimpiaという文字が書かれた）が使われた黒色のシャツ、白色のパンツを着用していたが、やがて白色と黒色がクラブカラーとなり、白色と黒色の横縞のシャツが導入された。1903年にはパラグアイで2番目のクラブとしてグアラニーが設立され、オリンピアとグアラニーによって試合が行なわれた。
1906年にはパラグアイサッカー協会（APF）が設立され、第1回パラグアイ選手権が開催された。オリンピアは第1回大会から参加した。1911年まではタイトルを獲得できなかったが、1912年シーズンに決勝でソル・デ・アメリカを破って初のリーグ優勝を果たした。同年には、後にライバルとなるセロ・ポルテーニョが創設されている。1914年シーズン、1916年シーズンにも優勝し、1927年シーズンから1929年シーズンにはリーグ3連覇を果たしたパラグアイ初のクラブとなった。

### プロ化とリーグ支配の開始 (1935-1975)
1935年にはパラグアイ・サッカーリーグがプロ化された。初年度の1935年シーズンはセロ・ポルテーニョに優勝を譲ったが、1936年シーズンから1938年シーズンにも3連覇を果たした。1940年代は起伏の激しい時代であり、優勝は1947年シーズンと1948年シーズンの2回にとどまった。1950年代半ばにマヌエル・フェレイラが会長に就任すると、オリンピアはリーグの盟主の地位を築き始めた。エスタディオ・マヌエル・フェレイラの建設もしたが、フェレイラ会長のもっとも重要な功績は何人かのキープレーヤーを獲得したことである。それにより1956年シーズンから1960年シーズンまで5連覇を達成し、1959年シーズンには無敗優勝を遂げている。1960年にはコパ・リベルタドーレスの第1回大会に参加。惜しくも決勝でCAペニャロール（ウルグアイ）に敗れた。ペニャロールの決勝点を挙げたのはウルグアイ人のルイス・クビージャだが、皮肉なことに、クビージャはやがて監督としてオリンピアを何度も国内リーグや国際大会の優勝に導いている。

### 黄金期と成功の継続 (1975-2000)
1975年にオスバルド・ドミンゲス・ディブが新会長に選出されたことはクラブ史の節目の1つである。ディブ会長はクビージャを新監督に招聘し、1979年のコパ・リベルタドーレスでは決勝でボカ・ジュニアーズ（アルゼンチン）を破って初優勝を飾った。アスンシオンで行なわれたファーストレグで2-0で勝利したため、ブエノスアイレスのラ・ボンボネーラで行なわれたセカンドレグには守備的な姿勢で臨むことができ、計算通りのスコアレスドローで優勝を決めた。同年のコパ・インテラメリカーナではデポルティーボ・FAS（エルサルバドル）を2試合合計8-3で破って優勝し、またインターコンチネンタルカップではUEFAチャンピオンズカップ準優勝のマルメFF（スウェーデン）を2試合合計3-1で破って優勝した。UEFAチャンピオンズカップで優勝したノッティンガム・フォレスト（イングランド）がインターコンチネンタルカップ出場を拒否していたことからマルメが出場していた。この時の優勝メンバーにはストライカーのエバリスト・イサーシ、キーパーのエベル・ウーゴ・アルメイダ、ディフェンダーのアリシオ・ソラリンデやロヘリオ・デルガドなどがいる。国際舞台での成功はとどまることを知らず、また1978年シーズンから1983年シーズンには国内リーグ6連覇（エクサカンペオナート）を記録し、自身が持つ最多連覇記録を更新した。
1979年にコパ・リベルタドーレスで優勝したことで、ファンは国際大会での成功を渇望するようになり、ディブ会長はリーガ・エスパニョーラで実力を証明したパラグアイ代表ストライカーのラウル・アマリージャの獲得に大金を支払ったが、アマリージャは期待外れに終わった。1989年にはコパ・リベルタドーレスで決勝に進出し、アトレティコ・ナシオナル（コロンビア）に敗れたが、1990年の同大会準決勝で再びアトレティコ・ナシオナルと対戦し、リベンジに成功した。決勝ではバルセロナSC（エクアドル）と対戦。アスンシオンでのファーストレグには2-0で勝利し、グアヤキルでのセカンドレグに1-1で引き分けて2回目の優勝を決めた。この偉大なチームではアルメイダ、ガブリエル・ゴンサーレス、アドリアーノ・サマニエーゴ、アマリージャなどが中心選手だった。コパ・リベルタドーレスだけでなく、1990年にはスーペルコパ・スダメリカーナでも優勝した。歴代のコパ・リベルタドーレス優勝クラブが集ったこの大会では、決勝でナシオナル（ウルグアイ）を2試合合計6-3で破った。コパ・リベルタドーレスとスーペルコパ・スダメリカーナの両方で優勝したことから、自動的にレコパ・スダメリカーナのタイトルも獲得した。年末には日本で開催されたインターコンチネンタルカップに出場したが、ACミラン（イタリア）に0-3で敗れた。1979年と1990年に成し遂げた偉業の結果、オリンピアは南米でもっとも敬われるクラブ、もっとも伝統あるクラブの1つとなった。1991年のコパ・リベルタドーレスでは3年連続で決勝に進出したが、CSDコロコロ（チリ）に敗れて準優勝に終わった。ロベルト・ペルフーモ監督が率いた1992年のトルネオ・レプブリカでは無敗優勝を果たし、国内リーグでは1997年シーズンから2000年シーズンにかけて4連覇を達成した。

### 創立100周年後 (2000-)

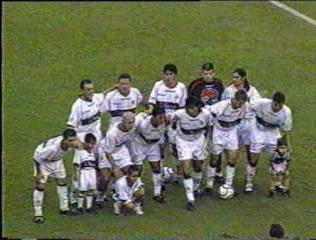
2002年のコパ・リベルタドーレスでのオリンピア

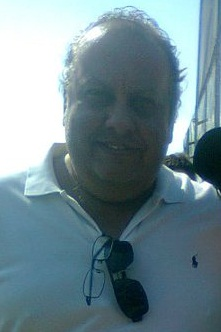
マルセロ・レカナーテ会長

2002年7月25日にはクラブ創設100周年を迎え、この年にはコパ・リベルタドーレスで3回目の優勝を果たした。1次ラウンドでオンセ・カルダス（コロンビア）とCDウニベルシダ・カトリカ（チリ）を破り、2次ラウンドではCDコブレロア（チリ）を破った。準々決勝ではボカ・ジュニアーズを、準決勝ではグレミオFBPA（ブラジル）を破った。決勝ではADサンカエターノ（ブラジル）と対戦し、2試合合計2-2となって決着はPK戦に持ち込まれたが、ネリー・プンピード監督率いるチームはPK戦に4-2で勝利して優勝を決めた。基本となるスタメンはキーパーがリカルド・タバレッリ、ディフェンダーがネストル・イサーシ、フリオ・セサル・カセレス、ネルソン・セラージャ、エンリケ・ダ・シウバ、ミッドフィールダーがセルヒオ・オルテマン、ビクトル・キンターナ、フリオ・エンシーソ、ガストン・コルドバ、フォワードがミゲル・ベニテス、リチャルト・バエス（大会後半はエルナン・ロドリゴ・ロペス）だった。年末にはインターコンチネンタルカップに出場したが、ルイス・フィーゴやジネディーヌ・ジダンやロナウドなどを擁して銀河系軍団（ロス・ガラクティコス）と謳われたレアル・マドリード（スペイン）に0-2で敗れた。2003年にはレコパ・スダメリカーナに出場し、コパ・スダメリカーナ王者のCAサン・ロレンソ（アルゼンチン）に2-0で勝利して優勝した。このように2002年から2003年にかけては国際大会で成功を収めたが、その後は深刻なスランプに陥った。何年も続けてコパ・リベルタドーレスの出場権を逃し、国内リーグでは2000年シーズンの優勝を最後に10年以上も優勝から遠ざかった。監督が就任しては去ったが、ほとんどの監督はクラブに少しも名声をもたらさなかった。
アペルトゥーラ2007に先立ってパラグアイの英雄的存在であるホセ・カルドーソが監督に就任したが、リーグ優勝を果たせず、クラウスーラ2007開幕前にはかつてオリンピアのスター選手だったアリシオ・ソラリンデが監督に就任した。ソラリンデ監督指揮下の成績は悪くなかったが、シーズン中にカルロス・ハラ・サギエール監督に交代した。サギエール監督はかつてセロ・ポルテーニョの選手であり、セロ・ポルテーニョのファンであることを認めたために論争を呼んだ。クラウスーラではリベルタとセロ・ポルテーニョに次ぐ3位に終わり、2007年シーズンの通算成績では4位だったが、コパ・スダメリカーナの出場権を獲得して5年ぶりに南米カップ戦の舞台に復帰することになった。2010年末に行なわれた会長選挙にはマルセロ・レカナーテとエドゥアルド・デルマスが立候補し、レカナーテが勝利して会長に就任した。
2011年にはクラブの経営陣同様に選手や監督が大きく入れ替わり、新時代の到来を予感させた。アペルトゥーラ2011では開幕から7連勝を達成し、わずか3ヶ月で主要なサポーター集団のメンバー数が3倍に増加した。しかしレカナーテ会長はプンピード監督と何人かの選手を「ピッチ上で最大限の努力をしていない」と非難したため、内部対立が最終戦までくすぶり、プンピード監督が辞任してチームは2位に終わった。クラウスーラ2011では他クラブのファンからオリンピア贔屓の判定が指摘されて議論となった。中心選手の何人かを負傷で欠き、美しいサッカーをするチームではなかったものの、フリーキックから何度も得点したことが功を奏し、最終節までもつれたセロ・ポルテーニョとの優勝争いを制した。もっとも安定した戦いを見せて勝ち点46を獲得し、11年ぶり39回目の優勝を果たした。2012年にはコパ・リベルタドーレスとコパ・スダメリカーナにパラグアイの1枠目として出場した。

## ライバル
最大のライバルはセロ・ポルテーニョである。オリンピアのファンには上流階級が多いとされ、セロ・ポルテーニョのファンには庶民が多いとされている。オリンピアとセロ・ポルテーニョの対戦はスーペルクラシコと呼ばれ、90年以上にわたって行なわれている。グアラニーもライバルの1つであり、両クラブはパラグアイでもっとも長い歴史を持つサッカークラブであることから、グアラニーとの対戦はクラシコ・マス・アニェーホ（最古のクラシコ）と呼ばれる。オリンピアと同じく黒と白をクラブカラーとするリベルタとの対戦は、クラシコ・ブランコ・イ・ネグロ（白と黒のクラシコ）と呼ばれる。

## スタジアム
エル・ボスケ（森）やパラ・ウノという愛称を持つエスタディオ・マヌエル・フェレイラをホームスタジアムとしているが、マヌエル・フェレイラの収容人数は22,000人と少なく、重要な試合は36,000人収容でパラグアイ代表のホームスタジアムであるエスタディオ・デフェンソーレス・デル・チャコで行われることが多い。ホームスタジアムの名称は1950年代に在職したマヌエル・フェレイラ会長に由来している。オリンピアはもっとも忠誠心の高いサポーターがいるクラブの1つでもあり、1試合平均観客数はリーグ最多となることが多い。

## タイトル

### 国内タイトル
- プリメーラ・ディビシオン：45回
  - 1912, 1914，1916, 1925, 1927, 1928, 1929, 1931, 1936, 1937, 1938, 1947, 1948, 1956, 1957, 1958, 1959, 1960, 1962, 1965, 1968, 1971, 1975, 1978, 1979, 1980, 1981, 1982, 1983, 1985, 1988, 1989, 1993, 1995, 1997, 1998, 1999, 2000, 2011後期, 2015後期, 2018前期, 2018後期, 2019前期, 2019後期, 2020後期
- コパ・パラグアイ：1回
  - 2021
- トルネオ・レプブリカ：2回
  - 1976, 1992
- トルネオ・デ・インテグラシオン・ナシオナル：1回
  - 1990[7]

### 国際タイトル
- インターコンチネンタルカップ：1回
  - 1979
- コパ・リベルタドーレス：3回
  - 1979, 1990, 2002
- コパ・インテラメリカーナ：1回
  - 1980
- レコパ・スダメリカーナ：2回
  - 1990, 2003
- スーペルコパ・スダメリカーナ：1回
  - 1990

## 過去の成績
2007年シーズンまではアペルトゥーラとクラウスーラの短期リーグを行なったあとに1位同士が年間優勝決定プレーオフを行なっていた。2008年シーズンからは短期リーグの1位クラブがそのまま優勝扱いとなり、1年間に2つの優勝クラブが誕生する方式に変更された。
| シーズン | シーズン       | ディビジョン | 順位 | 勝ち点 | 備考                                      |
| -------- | -------------- | ------------ | ---- | ------ | ----------------------------------------- |
| 2006     | アペルトゥーラ | プリメーラ   | 6    | 27     |                                           |
| 2006     | クラウスーラ   | プリメーラ   | 6    | 23     |                                           |
| 2007     | アペルトゥーラ | プリメーラ   | 4    | 38     |                                           |
| 2007     | クラウスーラ   | プリメーラ   | 3    | 38     |                                           |
| 2008     | アペルトゥーラ | プリメーラ   | 7    | 28     |                                           |
| 2008     | クラウスーラ   | プリメーラ   | 7    | 28     | コパ・スダメリカーナ 1回戦敗退            |
| 2009     | アペルトゥーラ | プリメーラ   | 4    | 35     |                                           |
| 2009     | クラウスーラ   | プリメーラ   | 5    | 35     |                                           |
| 2010     | アペルトゥーラ | プリメーラ   | 3    | 39     |                                           |
| 2010     | クラウスーラ   | プリメーラ   | 5    | 32     | コパ・スダメリカーナ 1回戦敗退            |
| 2011     | アペルトゥーラ | プリメーラ   | 2    | 42     |                                           |
| 2011     | クラウスーラ   | プリメーラ   | 1    | 46     | コパ・スダメリカーナ ベスト16             |
| 2012     | アペルトゥーラ | プリメーラ   | 2    | 47     | コパ・リベルタドーレス グループリーグ敗退 |
| 2012     | クラウスーラ   | プリメーラ   | 6    | 32     | コパ・スダメリカーナ 2回戦敗退            |
| 2013     | アペルトゥーラ | プリメーラ   | 5    | 31     | コパ・リベルタドーレス 準優勝             |
| 2013     | クラウスーラ   | プリメーラ   | 9    | 24     |                                           |
| 2014     | アペルトゥーラ | プリメーラ   | 3    | 33     |                                           |
| 2014     | クラウスーラ   | プリメーラ   | 6    | 30     |                                           |
| 2015     | アペルトゥーラ | プリメーラ   | 4    | 35     |                                           |
| 2015     | クラウスーラ   | プリメーラ   | 1    | 44     | コパ・スダメリカーナ ベスト16             |
| 2016     | アペルトゥーラ | プリメーラ   | 2    | 43     | コパ・リベルタドーレス グループリーグ敗退 |
| 2016     | クラウスーラ   | プリメーラ   |      |        |                                           |

## 現所属メンバー
2016年6月9日現在
注：選手の国籍表記はFIFAの定めた代表資格ルールに基づく。
| No. | Pos. |              | 選手名                       |
| --- | ---- | ------------ | ---------------------------- |
| 1   | GK   | エクアドル   | ダニエル・リブラド・アスコナ |
| 2   | DF   | パラグアイ   | セサル・ベニテス             |
| 3   | DF   | パラグアイ   | ダリオ・ベロン               |
| 4   | DF   | アルゼンチン | エルナン・ペジェラーノ       |
| 5   | DF   | コロンビア   | セルヒオ・オタルバロ         |
| 6   | MF   | パラグアイ   | リチャルド・オルティス ()    |
| 7   | FW   | パラグアイ   | ネストル・カマーチョ         |
| 8   | DF   | パラグアイ   | フェルナンド・ヒメネス       |
| 9   | FW   | パラグアイ   | ブリアン・モンテネグロ       |
| 10  | MF   | パラグアイ   | ウィリアム・メンディエタ     |
| 11  | FW   | パラグアイ   | ワルテル・ゴンサレス         |
| 12  | GK   | パラグアイ   | ディエゴ・バレート           |
| 14  | DF   | パラグアイ   | カルロス・ロロン             |
| 16  | MF   | パラグアイ   | クリスティアン・リベーロス   |

| No. | Pos. |            | 選手名                     |
| --- | ---- | ---------- | -------------------------- |
| 17  | MF   | パラグアイ | エルネスト・カバジェロ     |
| 18  | MF   | パラグアイ | イバン・トーレス           |
| 19  | DF   | コロンビア | ファリド・ディアス         |
| 20  | MF   | パラグアイ | ネストル・オルティゴサ     |
| 21  | DF   | ブラジル   | エジカルロス               |
| 22  | DF   | パラグアイ | アキリーノ・ヒメネス       |
| 23  | MF   | パラグアイ | フリアン・ベニテス         |
| 24  | FW   | パラグアイ | ロケ・サンタ・クルス       |
| 25  | GK   | パラグアイ | マリーノ・アルサメンディア |
| 27  | FW   | パラグアイ | ホルヘ・コルマン           |
| 29  | MF   | パラグアイ | ロドリゴ・ブルゴス         |
| 32  | DF   | パラグアイ | アレクシス・フェルナンデス |

## 歴代監督
- ロベルト・ペルフーモ
- カルロス・ペウセージェ
- ロケ・マスポリ
- ホセ・サシア
- マヌエル・フレイタス・ソリッチ 1942
- ルイス・クビージャ 1979-1980
- ルイス・クビージャ 1982
- セルヒオ・マルカリアン 1983-1986
- アニバル・ルイス 1985
- アニバル・ルイス 1987
- ルイス・クビージャ 1988-1993
- アニバル・ルイス 1991
- オスバルド・ピアッサ 1992-1994
- エベル・ウーゴ・アルメイダ 1993
- グスタボ・ベニテス 1994
- ルイス・クビージャ 1995-2002
- アニバル・ルイス 2001
- ネリー・プンピード 2001-2003
- カルロス・キエセ 2004
- グスタボ・ベニテス 2004-2005
- カルロス・キエセ 2005
- カルロス・ディアルテ 2006
- グスタボ・コスタス 2008.1-2008.12
- エベル・ウーゴ・アルメイダ 2008-2009
- カルロス・キエセ 2009.1-2009.12
- グレゴリオ・ペレス 2009.3-2009.7
- ホセ・カルドーソ 2009.11-2010.8
- ルイス・クビージャ 2010.10-2010.12
- ネリー・プンピード 2010.11-2011.5
- ヘラルド・ペルーソ 2011.7-2012.7
- グレゴリオ・ペレス 2012.7-2012.9
- ホセ・カルドーソ 2012.9-2012.12
- エベル・ウーゴ・アルメイダ 2013-2014
- ディエゴ・アロンソ 2014
- ルイス・モンソン 2014
- ネリー・プンピード (2014-2015)
- フランシスコ・アルセ (2015-2016)
- フェルナンド・フベロ (2016-2017)
- パブロ・レペット (2017)
- ダニエル・ガルネロ (2018-2020)
- ネストル・ゴロシート (2020-2021)
- セルヒオ・オルテマン (2021)
- エンリケ・ランダイダ (2021)
- アルバロ・グティエレス (2021)
- フリオ・セサル・カセレス (2021-)

## 歴代所属選手
- アウレリオ・ゴンサレス
- / エベル・ウーゴ・アルメイダ
- リカルド・タバレリ
- リカルド・バエス 1988-1995, 1999-2003
- ラウル・アマリージャ 1988-1989
- ロケ・サンタ・クルス 1990-1999
- フリオ・セサル・ロメロ 1992
- セルヒオ・ゴイコチェア 1993-1994
- カシアーノ 1994, 2004
- カルロス・パレデス 1995-2000, 2008-2009, 2011-2015
- ラウル・オマール・オテーロ 2000-2001
- ギド・ビルヒリオ・アルバレンガ 2002-2003
- ダニエル・サナブリア 2006
- カルロス・ガマーラ 2007

## サッカー以外の競技
サッカーの他に、バスケットボール、ラグビー、フットサル、ボクシング、水泳、テニス、ハンドボールなどの競技チームを所有している。バスケットボールチームや、他の競技チームが使用する体育館やテニスコートなどは、エスタディオ・マヌエル・フェレイラと同一の敷地内にある。これらの施設はマリスカル・ロペス地区にあり、オスバルド・ドミンゲス・ディブ元会長の名前が冠されている。

### バスケットボール
オリンピアのバスケットボールチームはパラグアイ国内でもっとも成功を収めたクラブである。1937年にパラグアイ選手権で初優勝し、1946年から1957年までの12連覇を含めて計29回優勝している。

### ラグビー
ラグビーチームのジャカレXV（旧称: オリンピア・ライオンス）が、南米最高峰のラグビーリーグであるスーペル・ラグビー・アメリカス（SRA）に参戦している。